# Palácio Transitório
Palácio Transitório (em latim: Domus Transitoria) foi o primeiro palácio do imperador romano Nero, construído na década de 60, destruído pelo incêndio de 64 e substituído pela gigantesca Casa Dourada. Umas poucas partes do palácio foram descobertas, mas a planta geral ainda é incerta e tema de debates.

## História
O plano de Nero com a construção deste palácio era conectar todas as propriedades imperiais na cidade, adquiridas em tempos diferentes e de diferentes formas, incluindo o Palácio Tiberiano, no Palatino, os Jardins de Mecenas, os Jardins Lamianos e os Jardins Lolianos, entre outros

## Vestígios
Cinco metros abaixo do Templo de Vênus e Roma, de Adriano, uma suntuosa rotunda pertencente ao palácio foi descoberta em 1828, já entrecortada pelas fundações da Casa Dourada. Outra parte acredita-se que ficava na encosta ocidental do monte Ópio, sob as ruínas das Termas de Trajano. As paredes de tijolos do palácio estavam revestidas originalmente de mármore na porção inferior e por afrescos na superior. Um pórtico ficava em frente do palácio na fachada sul. Quase todas as colunas, pisos e revestimentos foram removidos quando Trajano ordenou a construção de suas termas em 104. No interior ficava um grande pátio cercado por pórticos em três lados e por um criptopórtico no quarto, ao norte, que sustentava o talude traseiro. No centro do pátio, ocupado hoje por uma série de longos muros de sustentação das termas acima, estão os restos de uma fonte.
No lado oriental está uma grande gruta que se abre para o pátio, um elaborado ninfeu que foi, infelizmente, recortado em dois por outro muro trajânico. Cercado por um pórtico de quatro colunas, ele contava com uma fonte em cascata no fundo que se derramava numa bacia central. Nas paredes da gruta ficava um mosaico, do qual apenas uns poucos traços restaram no interior de uma moldura de conchas. A porção inferior das paredes estava revestida originalmente de mármore. A decoração da abóbada, com 10 metros de altura, foi preservada apenas na parte onde os quatro medalhões nos cantos e um octógono central ficavam, este último com uma cena de Polifemo (daí o nome do local, "Ninfeu de Polifemo").
Um grande conjunto de salas brilhantemente decoradas do Palácio Transitório ficava na parte central do monte Palatino, abaixo do Palácio de Domiciano. O local foi escavado em 1721, o que provocou um considerável dano. Nos pisos inferiores foram descobertos jardins afundados, dois pavilhões, um ninfeu e uma galeria de arte. Além destas salas ficava uma gigantesca latrina, que no passado foi incorretamente identificada como sendo a câmara que abrigava o maquinário de um elevador hidráulico que, se supunha, corria num fosso de mais de 35 metros de profundida descoberto nas imediações. Em uma destas salas está um rico piso de mármore, encontrado abaixo da sala da fonte oval do Palácio Flávio (Cenatio Jovis), e um belo ninfeu com colunas de mármore e capitéis de bronze. Um canto do ninfeu foi reconstruído na época. O chamado Criptopórtico de Nero ligava o palácio com o vizinho Palácio Tiberiano, que também era parte do complexo. 
Muitos elementos decorativos e o revestimento de mármore foram depois removidos e reaproveitados na construção da Casa Dourada. Tetos pintados com cenas mitológicas recuperados no Palácio Transitório, os mais antigos exemplos do Quarto Estilo, possivelmente obra do pintor Fábulo (em latim: Fabullus), estão em exposição no Antiquário Palatino.

## Galeria

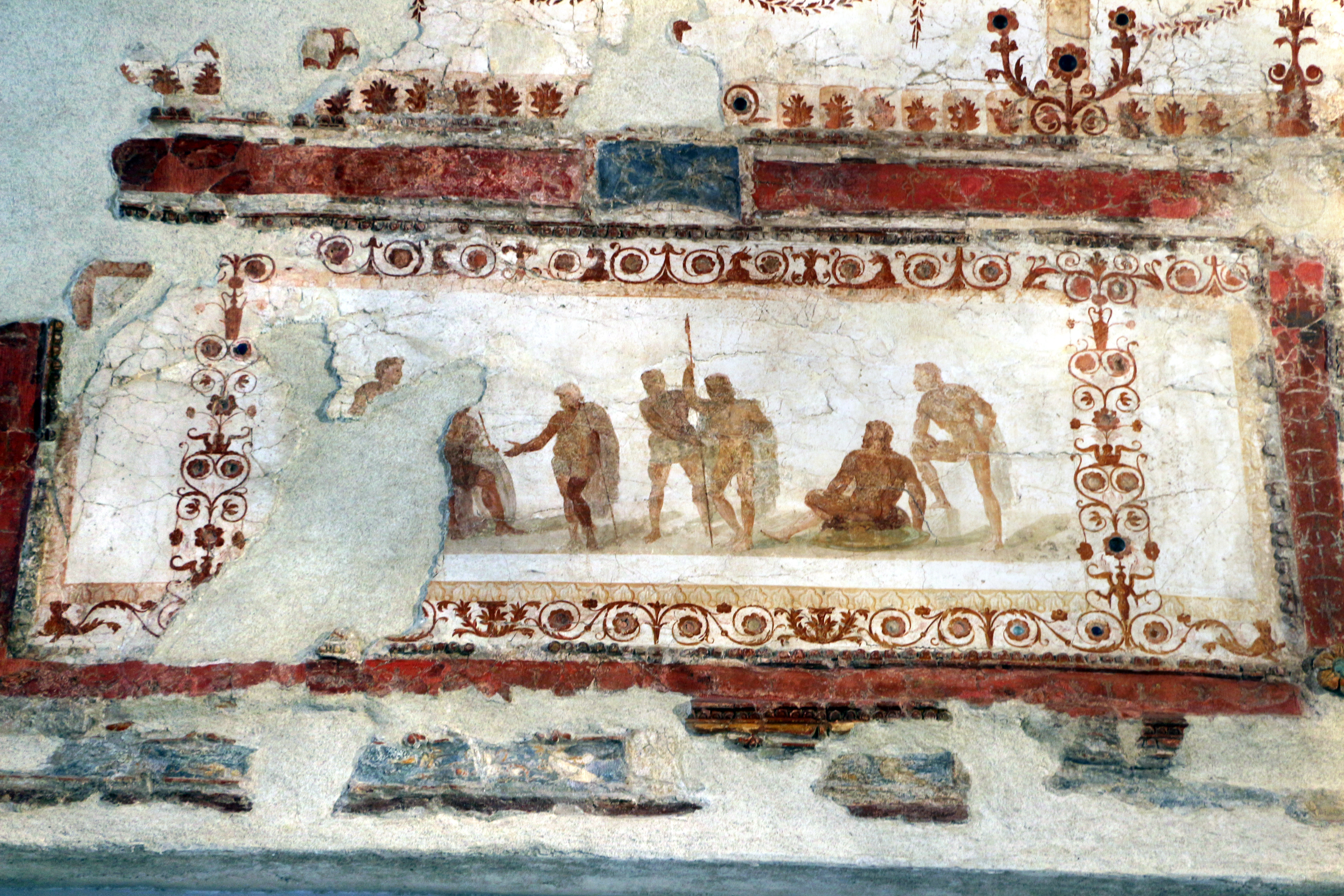
Afresco em Quarto Estilo.
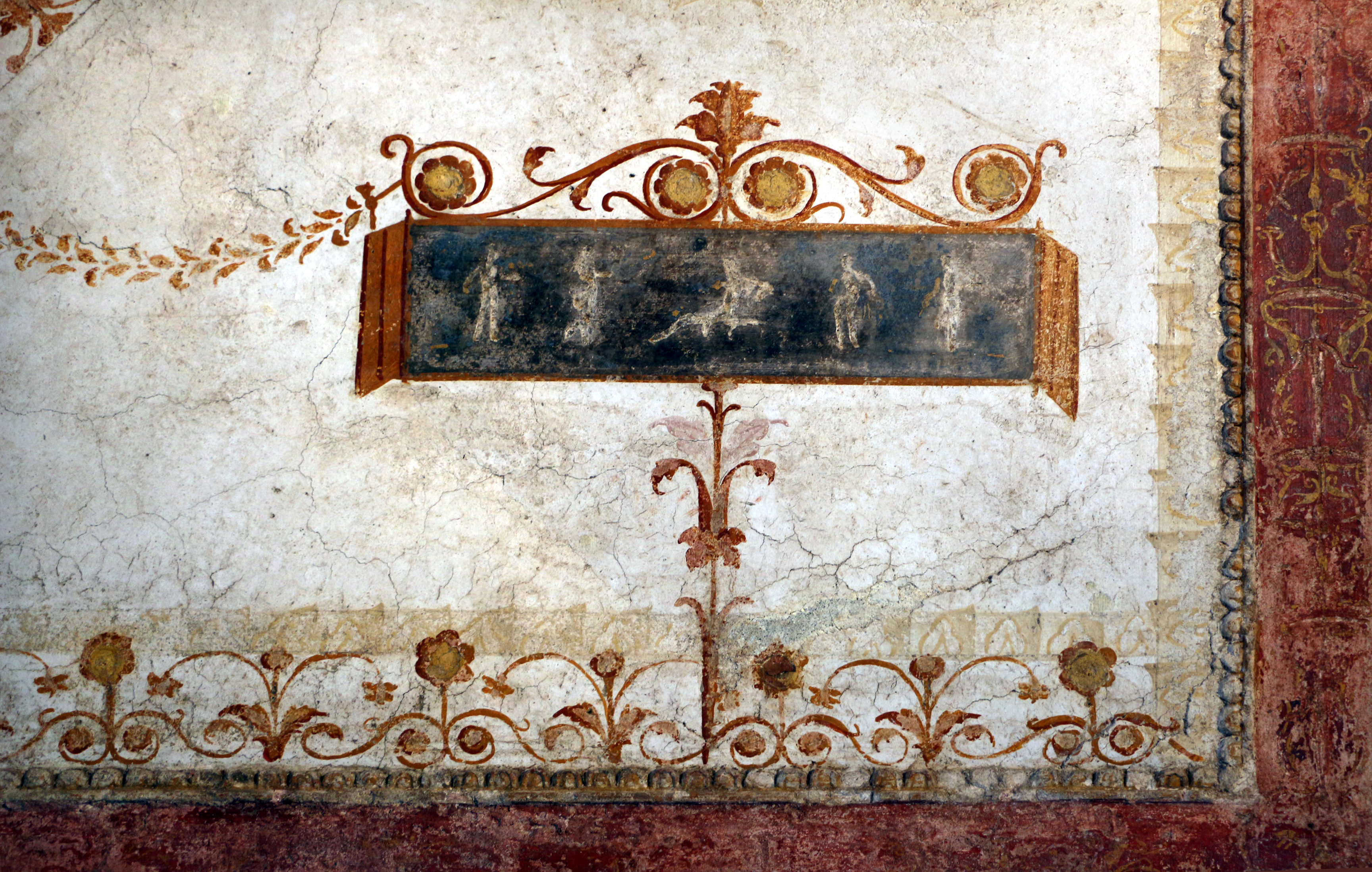
Afresco em Quarto Estilo.
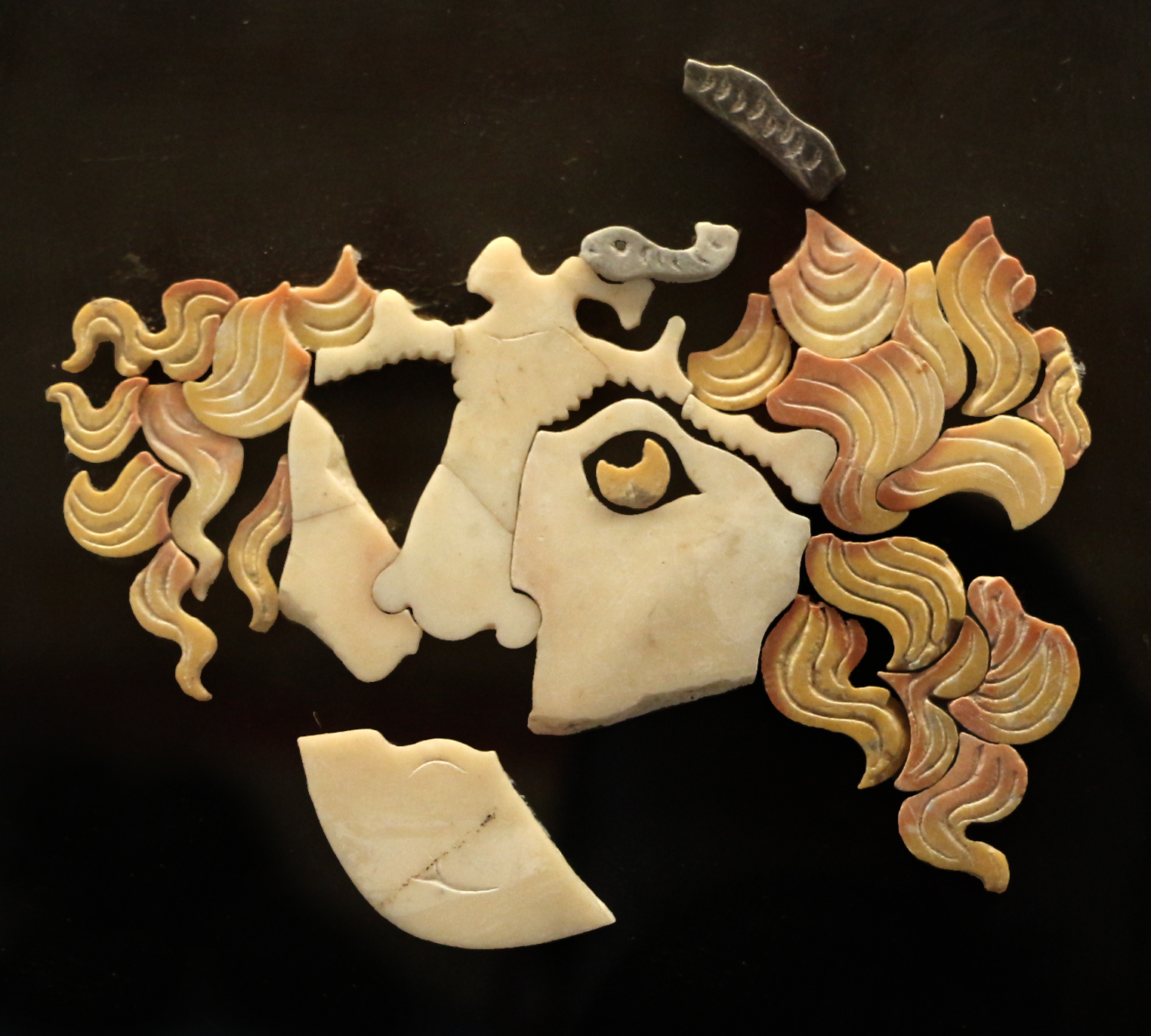
Fragmentos de intársia em mármore.
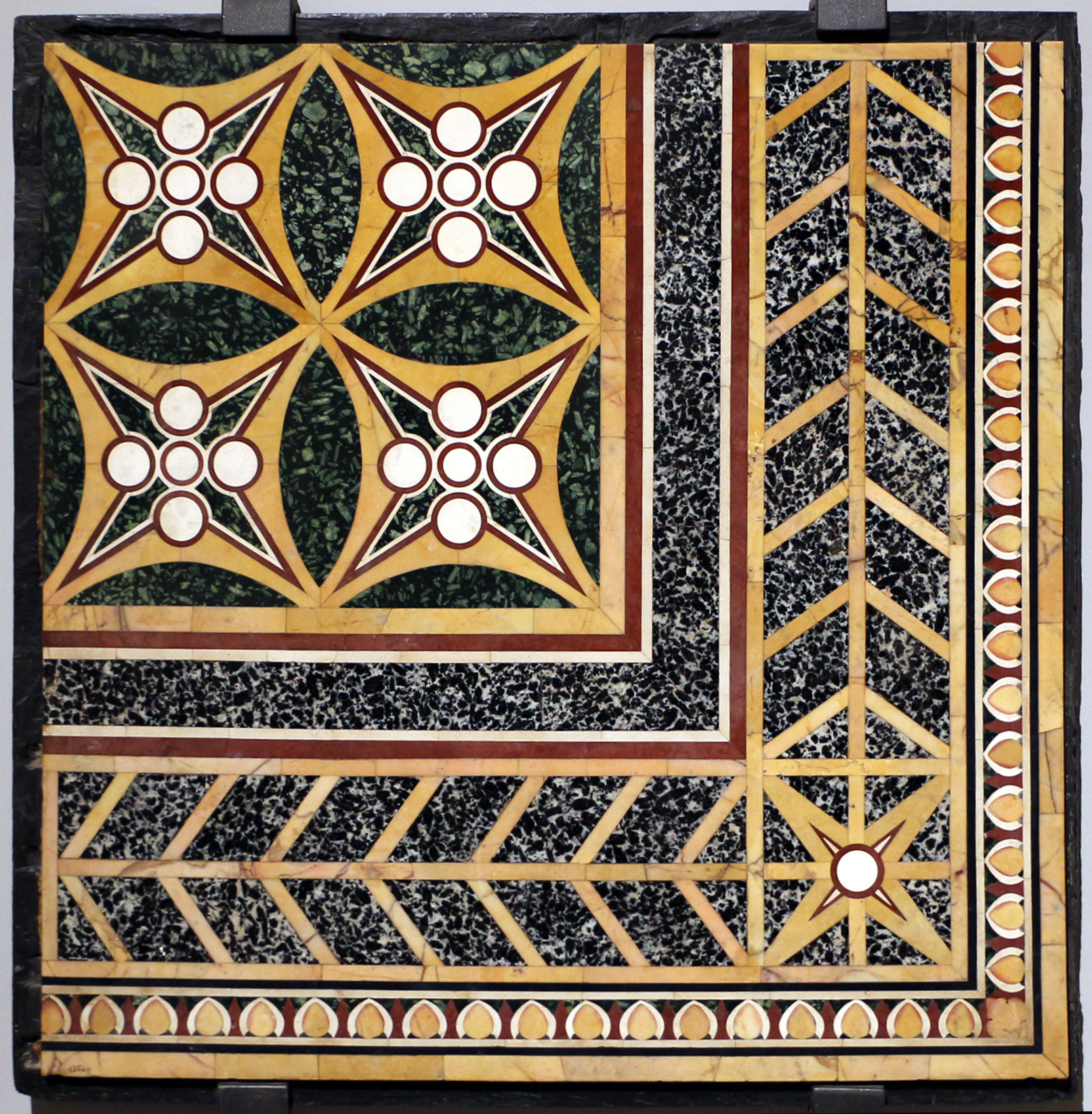
Piso em opus sectile.